# Lipiany
Lipiany é um município da Polônia, na voivodia da Pomerânia Ocidental e no condado de Pyrzyce. Estende-se por uma área de 5,54 km², com 4 007 habitantes, segundo os censos de 2016, com uma densidade de 723,3 hab/km².